# 6171 Uttorp
6171 Uttorp eller 1981 UT är en asteroid i huvudbältet som upptäcktes den 26 oktober 1981 av den amerikanska astronomen Laurence G. Taff i Socorro, New Mexico. Den är uppkallad efter den svenska byn Uttorp.
Asteroiden har en diameter på ungefär 3 kilometer.